# Claude Mazauric
Pour les articles homonymes, voir Mazauric.
Claude Mazauric est un historien français né le 1er septembre 1932 à Thonon-les-Bains.
Spécialiste de la Révolution française, il est également engagé au sein du Parti communiste français dans lequel il a siégé au comité central de 1979 à 1987.

## Biographie

### Famille
Claude Mazauric est d’ascendance paysanne, cévenole et protestante du côté paternel, savoyarde et catholique du côté maternel. Son père, Georges Mazauric, fut le premier de la famille à quitter le monde paysan pour devenir inspecteur des douanes.
Époux d'Annette Gallot (1956-1979), puis de Simone Martin (à partir de 1981), il est père de trois enfants de son premier mariage, dont l'éditrice Marion Mazauric, cofondatrice d'Au Diable Vauvert.

### Années de formation
Le père de Claude Mazauric monta à Paris et devint ouvrier dans une usine métallurgique puis régisseur d'un domaine viticole dans le Gard. Au cours de la Première Guerre mondiale, il fut grièvement blessé au Chemin des Dames en 1917. Grâce à une formation reçue pendant sa convalescence, il entra dans les douanes et fut affecté en 1927 à Thonon-les-Bains. Il était grand lecteur de Rousseau et pacifiste. Sa mère malade disparut alors qu'il avait dix-sept ans.[pertinence contestée]
Pendant la Seconde Guerre mondiale, les deux sœurs aînées de Claude Mazauric furent résistantes, l'une gaulliste, l'autre communiste.
La scolarité de Claude Mazauric fut chaotique. Lassé par les études secondaires, il partit en apprentissage puis revint aux études mais fut atteint de la tuberculose et dut les interrompre pour entrer au Sanatorium des étudiants de France. Gravement atteint, il finit par guérir avec le secours des antibiotiques. Son séjour au sanatorium lui fit découvrir le jazz, le théâtre et de grands auteurs. Il parvint à obtenir son baccalauréat grâce à ses très nombreuses lectures, il découvrit les œuvres de Marx, Racine, Rabelais, Sartre, Tolstoï, Dos Pasos, Faulkner… L'intervention de sa sœur, installée à Paris, lui permit d'être admis en hypokhâgne au Lycée Henri-IV mais il poursuivit ses études d'histoire à la Sorbonne. Sa rencontre avec Albert Soboul l'amena à consacrer ses travaux de recherche à la Révolution française.

### Carrière universitaire
Ayant obtenu l'agrégation d'histoire en 1957, Claude Mazauric fut nommé au lycée Émile Loubet de Valence, puis directeur des études à la post-cure de la MGEN, en région parisienne.
Nommé en 1960 au lycée Corneille de Rouen, il fit ensuite toute sa carrière universitaire - achevée en qualité de professeur émérite - à l'université de Rouen de 1965 à 1996 où il a dirigé le département d'histoire (1977-1978 et 1985-1993).
À propos de son métier, il précise : « Ma fonction de professeur et d’universitaire […] est d’abord celle d’un « passeur », un passeur entre ce qui est connu et avalisé et ce qui résulte des recherches ou des problématiques nouvelles et qui est propre à modifier, corriger, réorienter les connaissances que nous transmettons aux étudiants et aux jeunes chercheurs ».
En outre, Claude Mazauric a rempli de nombreuses responsabilités dans des collectifs de chercheurs nationaux et internationaux : à la direction collégiale (de concert avec Jean-René Suratteau, Michel Vovelle et Jean-Paul Bertaud) de la Société des études robespierristes (éditrice des Annales historiques de la Révolution française) à laquelle il adhéra en 1956, au sein du Comité des travaux historiques et scientifiques (CTHS), à la Commission internationale d’histoire de la Révolution française (CIHRF) près le Comité international des sciences historiques (CISH), à la Commission nationale de la Recherche Scientifique préparatoire au bicentenaire de 1989 ; il a également présidé l’Association nationale « Vive 89 » et participé à des dizaines de colloques, congrès, conférences qui ont accompagné dans le monde la célébration du bicentenaire de la Révolution française.
Il est membre de la Société d'histoire moderne et contemporaine de Nîmes et du Gard.

### Engagement politique, syndical et associatif
Se revendiquant lui-même comme un « intellectuel communiste », Claude Mazauric est membre du PCF et a siégé au comité central de 1979 à 1987.
Succédant à Lucien Sève, il a dirigé les Éditions sociales de 1982 à 1986.
Syndicaliste, il a exercé les fonctions de secrétaire général du syndicat national de l'enseignement supérieur en 1972-1973 et appartenu au bureau national de cette organisation de 1970 à 1978.
En 2006, il fonde, avec Jean-Paul Boré, Raymond Huard et Jean Matouk, le cercle nîmois de réflexion critique.
En 2014, aux côtés de nombreuses autres personnalités, il signe l'appel du Mouvement pour la sixième République.
En 2017, il cosigne une tribune dans Mediapart intitulée « Faire gagner la gauche passe par le vote Mélenchon ».
En novembre 2018, il signe l'appel pour l'union de la gauche à Nîmes dans l'optique des élections municipales de 2020.

## Œuvre et apports
Claude Mazauric a inscrit son travail d'historien dans la voie tracée par Georges Lefebvre, Ernest Labrousse et Albert Soboul.
Après la parution du livre de François Furet et Denis Richet La Révolution française (1965), il est au cœur de la polémique qui oppose ces deux historiens aux tenants de l'historiographie marxisante. Il est alors chargé par deux historiens membres du Parti communiste, Jean Bruhat et Jean Dautry, de lire le premier volume et d'en réfuter les éléments les plus hétérodoxes au cours d'une rencontre du cercle des historiens communistes en décembre 1966. En 1967, il publie un long essai dans les Annales historiques de la Révolution française (AHRF). Il présente l'ouvrage comme ayant une fonction idéologique bien précise qui serait de détruire l'édifice marxiste sur lequel s'appuie en France l'explication dominante de la Révolution. Il reprend et complète cet essai dans un recueil Sur la Révolution française paru en 1970. Il y accuse François Furet et Denis Richet d'avoir cédé à un « parti pris anticommuniste », « antipopulaire » et « anti-national ». Par la suite, il reconnaîtra la nature inappropriée de ces arguments.
Spécialiste de la Révolution française, plus particulièrement de Gracchus Babeuf et du babouvisme, Claude Mazauric membre de nombreuses sociétés savantes, a rédigé des centaines de comptes-rendus d’ouvrages, essais théoriques, thèses d’histoire, récits divers, qui ont été publiés dans de nombreuses revues, périodiques et journaux.

## Publications
- Babeuf et la conspiration pour l'égalité, Les Éditions sociales, 1962
- Sur la Révolution française, Éditions sociales, 1970[13]
- De la Première République à la seconde Restauration. Quarante ans de dessins de presse, illustrations de Jean Effel, Temps Actuels, 1981
- Jacobinisme et révolution : autour du bicentenaire de Quatre-vingt-neuf, Éditions sociales, 1984
- La Révolution française : octobre 1789-septembre 1791, avec Michel Vovelle, Messidor, 1986
- Vive la Révolution, avec Antoine Casanova, Messidor, 1989
- Robespierre, écrits (présentés par Claude Mazauric), Messidor, 1989
- Un historien en son temps, Albert Soboul (1914-1982). Essai de biographie intellectuelle et morale, éditions d'Albret, 2004[14].
- La Révolution française, avec Pascal Dupuy, Vuibert, 2005
- Frontières et espaces frontaliers du Léman à la Meuse. Recompositions et échanges de 1789 à 1814, avec Jean-Paul Rothiot, Presses universitaires de Nancy, 2007
- La Révolution française. Dynamique et ruptures, 1787-1804, avec Michel Biard, Armand Colin, 2008
- Babeuf. Écrits, Le Temps des Cerises, 2009 (4e édition) [présentation en ligne]
- L'histoire de la Révolution française et la pensée marxiste, PUF, 2009[15]
- Jean-Jacques Rousseau à 20 ans : Un impétueux désir de liberté, Au diable vauvert, 2011[16].
- Destins : quatre "poilus" originaire de Collorgues dans la Grande Guerre (1914-1918), Éditions de la Fenestrelle, 2014
- Au bord du gouffre, Les éditions Arcane 17, 2015.
- Gracchus Babeuf : sa vie, ses écrits, sa postérité, Le Temps des Cerises, 2020, 350 p.
- 1789, Au diable vauvert, 2021

## Distinctions
- Chevalier de la Légion d'honneur (1998)[17]